# Sabrina Sidney
Sabrina Bicknell (Londres, 1757 - Londres, 8 de setembro de 1843), mais conhecida como Sabrina Sidney, foi uma britânica abandonada no Foundling Hospital em Londres quando bebê e acolhida aos 12 anos pelo escritor Thomas Day, que tentou moldá-la em sua esposa perfeita. Ela cresceu para se casar com um dos amigos de Day, porém se tornou uma administradora de escola.
Inspirado no livro Emílio, ou Da Educação, de Jean-Jacques Rousseau, Day decidiu educar duas meninas sem frivolidades, usando seus próprios conceitos, após ser rejeitado por várias mulheres e lutar para encontrar uma esposa que compartilhasse de sua ideologia. Em 1769, Day e seu amigo advogado, John Bicknell, escolheram Sidney e outra garota, Lucretia, de orfanatos, e declararam falsamente que seriam contratados por Richard Lovell Edgeworth, amigo de Day. Este levou as meninas para a França a fim de começarem isoladamente os métodos de educação de Rousseau. Após um curto período de tempo, ele retornou a Lichfield apenas com Sidney, considerando Lucretia inadequada para seu experimento. Ele usou técnicas incomuns, excêntricas e às vezes cruéis para tentar aumentar sua coragem, como atirar em branco em suas saias, pingar cera quente em seus braços e fazê-la entrar em um lago totalmente vestida para testar sua resistência à água fria.
Quando Sidney chegou à adolescência, Day foi persuadido por Edgeworth de que seu experimento com a esposa ideal havia falhado e que ele deveria mandá-la embora, já que era impróprio para Day viver com ela sem acompanhante. Ele então providenciou para que Sidney passasse por mudanças vocacionais e residenciais experimentais - primeiro frequentando um colégio interno, depois tornando-se aprendiz de uma família de costureiras e, por fim, trabalhando como governanta de Day. Tendo visto mudanças em Sidney, Day propôs casamento, embora logo tenha cancelado quando ela não seguiu suas instruções estritas. Ele a mandou embora novamente, desta vez para uma pensão, onde ela mais tarde encontrou trabalho como companheira de uma senhora.
Em 1783, Bicknell procurou Sidney e propôs casamento, contando a ela a verdade sobre o experimento de Day. Horrorizada, ela confrontou Day em uma série de cartas. Ele admitiu a verdade, mas se recusou a se desculpar. Sidney se casou com Bicknell, e o casal teve dois filhos antes de sua morte em 1787. Sidney passou a trabalhar com o professor Charles Burney, administrando suas escolas.
Em 1804, Anna Seward publicou um livro sobre a educação de Sidney. Edgeworth continuou com suas memórias, nas quais afirmava que Sidney amava Day. A própria Sidney, por outro lado, disse que se sentia infeliz com Day e que ele a tratava como uma escrava.

## Primeiros anos

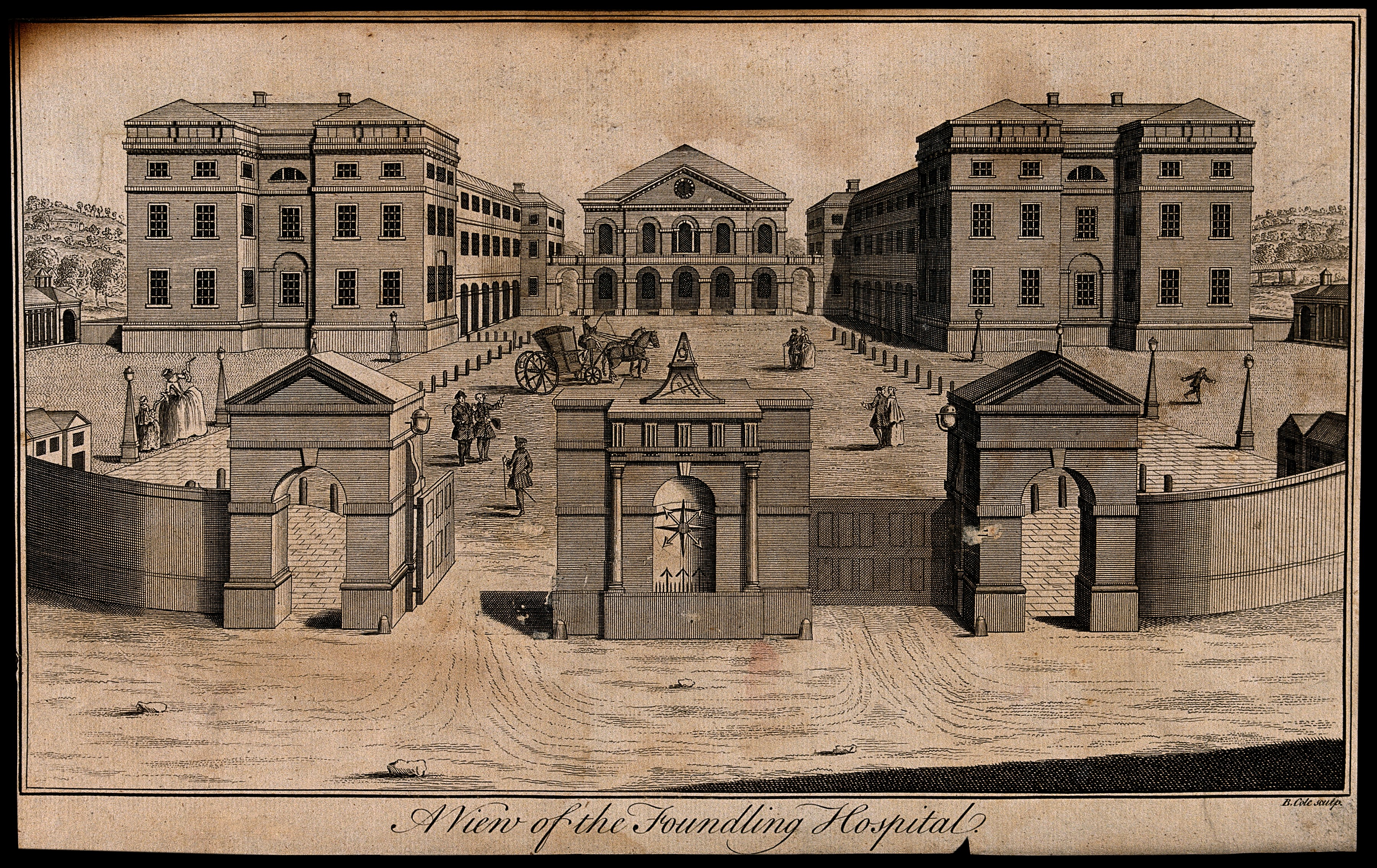
O agora demolido Foundling Hospital, onde Sidney foi abandonada

Sidney nasceu em 1757 em Clerkenwell, Londres, e foi deixada no Hospital for the Maintenance and Education of Exposed and Deserted Young Children (mais comumente conhecido como Foundling Hospital) em 24 de maio de 1757 por um indivíduo anônimo. Essa pessoa deixou um bilhete explicando que o nome de batismo do bebê era Manima Butler e que ela havia sido batizada na Igreja de St James, Clerkenwell. O nome dela provavelmente era um erro ortográfico de Monimia, mas não havia registros de batismo para qualquer grafia do nome na paróquia.
Uma das exigências do Hospital Foundling era que os bebês devessem ter menos de seis meses de idade no momento da admissão, mas o hospital não mantinha registros mais precisos da idade. Outro requisito era que os enjeitados recebessem um novo nome e um número de referência, então Sidney se tornou a Garota Ann Kingston, número 4759. Ela foi acolhida por uma ama de leite, Mary Penfold, que a levou para Wotton, Surrey, onde permaneceu até 1759, quando ela tinha dois anos de idade. Embora fosse comum que os enjeitados permanecessem com a ama de leite até a idade de cinco ou seis anos, o Foundling Hospital recebeu um influxo de novos bebês e transferiu muitas crianças que não precisavam mais de amamentação, incluindo Sidney, para sua filial de Shrewsbury. O prédio de Shrewsbury não foi concluído até 1765, então, nesse ínterim, Sidney e outro enjeitado foram cuidados por uma enfermeira, Ann Casewell, em sua casa.

## Legado
Sidney pediu a seus amigos que não discutissem seu passado, pois ela acreditava que suas origens humildes e os maus-tratos de Day a ela manchariam sua reputação. Anna Seward, no entanto, escreveu sobre a educação de Sidney em seu trabalho de 1804, Memoirs on the Life of Dr. Darwin. Como Seward identificou publicamente Sidney no livro, ela foi criticada pela imprensa, e o filho de Sidney, John, ficou muito zangado ao saber do passado de sua mãe. Em suas memórias de 1820, Edgeworth declarou sua crença de que Sidney e Day combinavam bem e que ela o amava. Sidney discordou desses relatos, dizendo que Day a deixara infeliz e que ela havia sido efetivamente uma escrava.
A educação de Sidney foi comparada ao Pigmalião de George Bernard Shaw, que pode ter sido inspirado por sua história. Paralelos fortes também foram traçados entre a educação de Sidney e dois romances de 1871: Watch and Ward de Henry James, e Orley Farm de Anthony Trollope. A história de sua vida foi contada no livro de Wendy Moore de 2013, How to Create the Perfect Wife e dramatizada na peça da BBC Radio 4 de 2015, The Imperfect Education of Sabrina Sidney.